# Маріо Гонсалес (футболіст)
Маріо Гонсалес (ісп. Mario González, нар. 27 травня 1950) — уругвайський футболіст, що грав на позиції захисника. Виступав, зокрема, за клуб «Пеньяроль», а також національну збірну Уругваю.

## Клубна кар'єра
У дорослому футболі дебютував 1970 року виступами за команду «Пеньяроль», кольори якої захищав протягом усієї своєї кар'єри гравця (до 1979 року). У складі «Орінегрос» ставав чемпіоном Уругваю 1973, 1974, 1975, 1978 та 1979 року. За період перебування Маріо в команді столичний клуб виграв також Лігілью (1974, 1975, 1977, 1978) та Трофей Терези Еррери (1974 та 1975).

## Виступи за збірну
23 травня 1972 року дебютував у футболці національної збірної Уругваю. У складі збірної був учасником чемпіонату світу 1974 року у ФРН (але не зіграв жодного матчу на турнірі), розіграшу Кубка Америки 1975 року у різних країнах. Востаннє футболку національної команди одягав 28 квітня 1976 року.
Загалом у національній команді зіграв 16 матчів.

## Досягнення
«Пеньяроль»
- Прімера Дивізіон Уругваю
  -  Чемпіон (5): 1973, 1974, 1975, 1978, 1979
  -  Срібний призер (5): 1970, 1971, 1972, 1976, 1977

- Лігілья Уругваю
  -  Чемпіон (4): 1974, 1975, 1977, 1978

- Трофей Терези Еррери
  -  Володар (2): 1974, 1975

- Кубок Лібертадорес
  -  Фіналіст (1): 1970